# Ostrów (rejon tarnopolski)
Ostrów (ukr. Острів, Ostriw) – wieś na Ukrainie w rejonie tarnopolskim należącym do obwodu tarnopolskiego.
W Ostrowiu urodził się Myron Korduba (1876-1947), ukraiński historyk.